# Laura Fontaine
Pour les articles homonymes, voir Fontaine.
Laura Fontaine, née le 24 mars 2003, est une canoéiste ou céiste française.

## Carrière
Laura Fontaine est médaillée d'or en C1 sprint par équipe aux Championnats d'Europe de descente de canoë-kayak 2021 à Sabero.
Aux Championnats du monde de descente de canoë-kayak 2021 à Bratislava, elle est médaillée d'or par équipes avec Elsa Gaubert et Hélène Raguénès.
Elle est médaillée d'argent en C1 sprint et médaillée de bronze en C1 classique aux Championnats du monde de descente de canoë-kayak 2022.
Elle remporte la médaille d'or en C1 sprint ainsi que la médaille d'argent en C1 classique et en C2 classique aux Championnats d'Europe de descente de canoë-kayak 2023 à Skopje. Elle est médaillée d'or en C1 sprint ainsi qu'en C1 sprint par équipes aux Championnats du monde de descente de canoë-kayak 2023 à Augsbourg.
En 2024, elle conserve son titre de championne du monde de descente sprint (distance courte) aux Championnats du monde de descente de canoë-kayak 2024 à Sabero, gagne la course classique (distance longue) en C1 et est en deuxième position dans la course en C2. En équipe, elle gagne la course classique et en sprint avec Eve Vitali-Guilbert et Elsa Gaubert.